# Respecta
Respecta foi uma diocese católica, hoje extinta da província romana da Numídia, da qual se mantém apenas o nome e cujo título é concedido a um bispo auxiliar ou coadjutor.